# Generali Arena
A Arena Generali também conhecido como Estádio Letná (Checo: Stadion Letná [stadjon lɛtnaː]), é um estádio de futebol localizado na cidade de Praga, capital da República Tcheca. O estádio pertence ao Sparta Praga, um dos maiores clubes do país. Também é normalmente a casa da Seleção Tcheca de Futebol. Foi fundado em 1933 e tem capacidade para 20.565 espectadores. 
Atualmente recebe o nome de seu patrocinador, a gigante companhia de seguros italiana Generali. Anteriormente, também por motivos de patrocinadores, o estádio recebeu o nome de Toyota Arena e AXA Arena..

## História
O estádio foi inaugurado em 1921. Uma parte do estádio pegou fogo em 1934 e foi reconstruida em 1937. 
Em 1969, todas as outras tribunas foram substituídas e a capacidade foi ampliada para 35.880 espectadores. 
A reconstrução de 1994 em sua forma atual fez o estádio fechar por nove meses, até o estádio atender a todos os padrões internacionais. A pista de corrida foi removida e todos os lugares ganharam assentos.  
O estádio freqüentemente recebeu jogos internacionais, em outubro de 1989, 34 mil pessoas viram a Checoslováquia derrotar a Suíça em uma partida de qualificação para a Copa do Mundo de 1990.  Após a dissolução da Checoslováquia, o estádio continuou como um estádio internacional, hospedando jogos da seleção nacional de futebol da República Tcheca a partir de 1995, incluindo partidas de qualificação para a UEFA Euro 1996, nas quais os checos derrotaram os Países Baixos e a Noruega. 
O gramado foi substituido em 2001, incluindo a instalação de um novo sistema de aquecimento. Isso exigiu que o Sparta Praga tivesse que jogar seus jogos no Stadion Evžena Rošického . 
O Sparta foi multado em 55 mil CHF pela UEFA em 2001, após insultos racistas da sua torcida contra o brasileiro Luis Robson em uma partida da Champions League contra o Spartak Moscou. Foi, na época, a maior multa entregue pela UEFA a um clube por cânticos racistas. 

## Nomes do Estádio
- 1917-2003: Estádio Letná
- 2003-2007: Toyota Arena
- 2007-2009: AXA Arena
- 2009-presente: Generali Arena

## Referência
1. ↑  1996-2017, FG Forrest - Creative Technologies, www.fg.cz, fg@fg.cz,. «GENERALI Arena - AC Sparta Praha». www.sparta.cz (em checo). Consultado em 10 de dezembro de 2017. Arquivado do original em 24 de agosto de 2016
2. ↑  «Sparta Praha's Stadium Is '12th Man' for Czech Soccer - The Prague Post». 1 de novembro de 2013. Consultado em 10 de dezembro de 2017
3. ↑  «Czech soccer players make a pitch for World Cup '98 - The Prague Post». archive.is. 11 de abril de 2013